# 賽金花

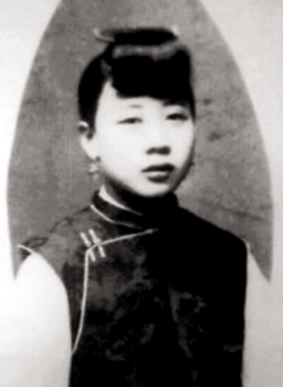
賽金花（1887年）

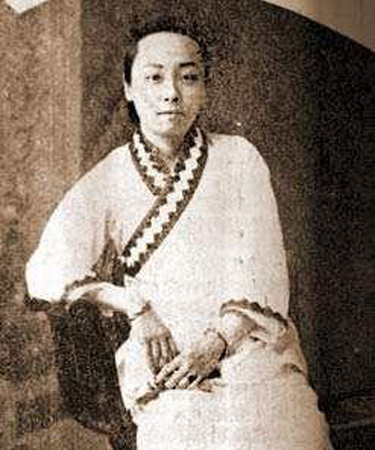
賽金花（1920年代）

賽 金花（さいきんか、1874年11月17日（同治13年10月9日）－1936年12月4日）は、清朝末期から中華民国初期の妓女。本名は趙彩雲。
安徽省黟県上軸村生まれで後に蘇州に移る。妓女になった後に官僚の洪鈞に身請けされてその側室となった。1887年、夫の洪鈞がドイツ・ロシア・オーストリア・オランダ公使に任ぜられ、夫に従ってドイツ・ロシアに渡った。1893年に夫が没すると、妓女に戻り、北京で妓楼を開いた。義和団事件の時に彼女は渡欧時代に覚えたドイツ語を生かして8か国連合軍を率いていたドイツのヴァルダーゼーを説得し、北京市内での連合軍と市民の衝突を回避した。彼女の晩年、1930年代に入ると日本の中国大陸進出に対する中国国民の反発が高まるとともに、彼女の行動が愛国的なものとして評価されるようになり、夏衍の戯曲『賽金花』を始め多くの文学作品に描かれた。